# Dangé-Saint-Romain
Dangé-Saint-Romain ist eine französische Gemeinde mit 2968 Einwohnern (Stand: 1. Januar 2022) im Département Vienne in der Region Nouvelle-Aquitaine; sie gehört zum Arrondissement Châtellerault und zum Kanton Châtellerault-2. Die Einwohner werden Dangéens genannt.

## Geographie
Dangé-Saint-Romain liegt etwa 15 Kilometer nordnordöstlich von Châtellerault am Fluss Vienne. Umgeben wird Dangé-Saint-Romain von den Nachbargemeinden Les Ormes im Norden, Saint-Rémy-sur-Creuse im Osten und Nordosten, Leugny im Osten und Südosten, Ingrandes im Süden, Vaux-sur-Vienne im Südwesten, Vellèches im Westen und Antogny-le-Tillac im Nordwesten.
Der Bahnhof von Dangé-Saint-Romain liegt an der Bahnstrecke Paris–Bordeaux und wird im Regionalverkehr mit TER-Zügen nach Tours und Poitiers bedient. Durch die Gemeinde führt die frühere Route nationale 10 (heutige D910).

## Geschichte
1057 wurde der Ort Dangé erstmals als Parochia Dangiaci auf der Karte von Noyers erwähnt. Saint-Romain dagegen wurde erst 1164 mit seiner Kirche genannt. 
1971 wurden Dangé und Saint-Romain zusammengeschlossen.

### Bevölkerungsentwicklung
| 1962 | 1968 | 1975 | 1982 | 1990 | 1999 | 2006 | 2011 |
| ---- | ---- | ---- | ---- | ---- | ---- | ---- | ---- |
| 1846 | 1404 | 2530 | 2839 | 3150 | 3135 | 3120 | 3112 |

## Sehenswürdigkeiten

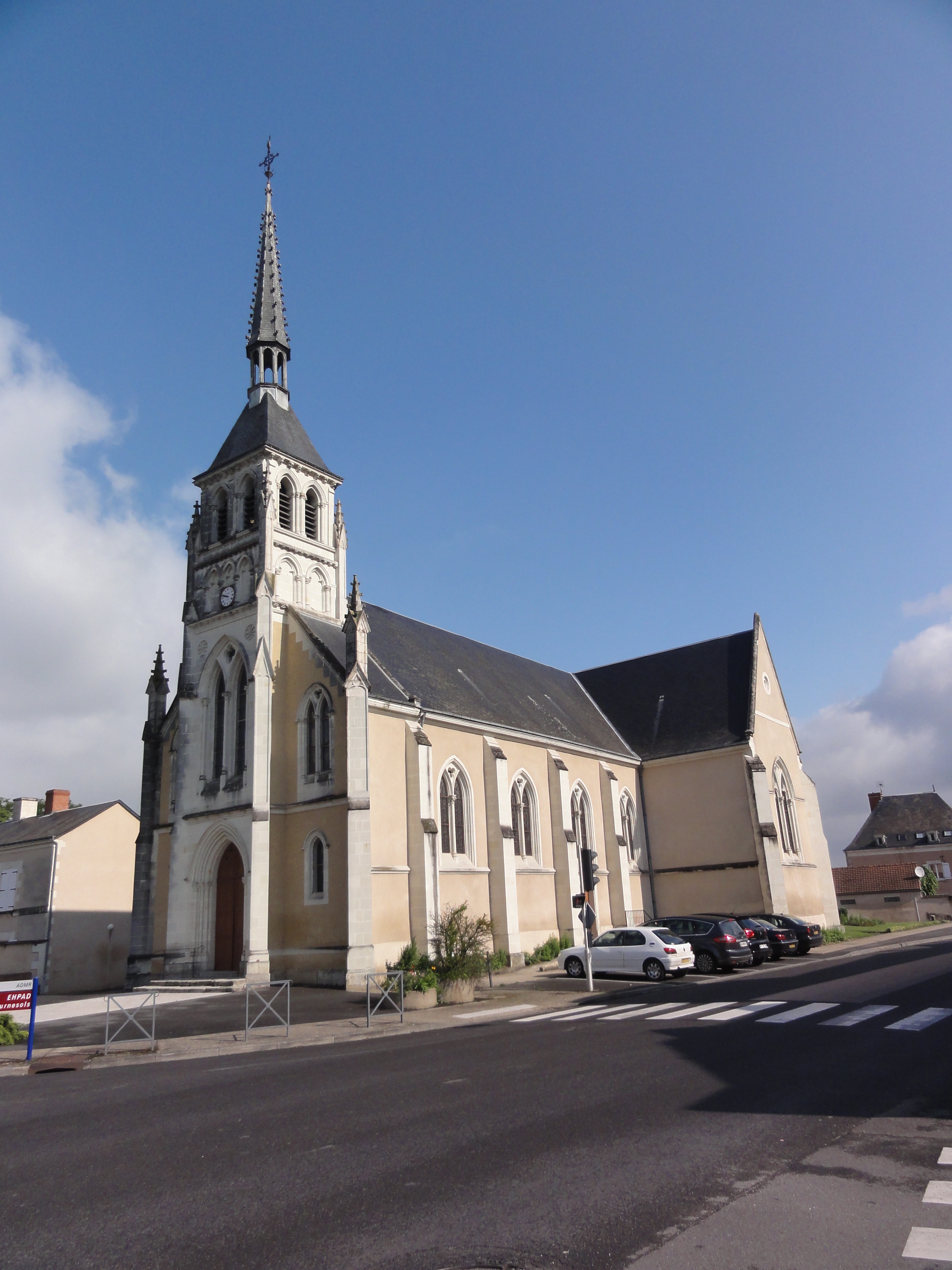
Kirche Saint-Pierre

- Kirche Saint-Pierre in Dangé aus dem 19. Jahrhundert, Grab aus dem 17. Jahrhundert
- Kirche Saint-Romain in Saint-Romain
- Schloss Piolant aus dem 17. Jahrhundert
- Brücke über die Vienne von 1858
- Markthalle
- Mühlen

Siehe auch: Liste der Monuments historiques in Dangé-Saint-Romain

## Gemeindepartnerschaften
Mit der Stadt Mamer in Luxemburg seit 1976 und mit der Gemeinde Koubri in Burkina Faso seit 1990 bestehen Partnerschaften.